# 松虫通

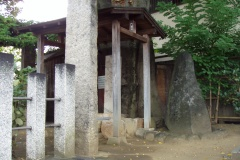
松虫塚

松虫通（まつむしどおり）とは、大阪市内を東西に走る道路の一つ。

## 概要
区間は大阪市西成区の岸里交差点から平野区の平野馬場東交差点まで。なお道路標識上は、大阪市西成区潮路2丁目付近（岸里交差点から西へ約150m地点、南海汐見橋線高架の東側。なにわ筋との合流地点）から東住吉区の北田辺6交差点までとなっている。1950年に策定された都市計画道路「木津川平野線」（大阪市西成区南津守・千本松大橋東詰付近～大阪市平野区）の大半にあたる。
西成区の区間は、戦災復興の際の区画整理事業の一環として1950年代に完成した。
阿倍野区内の区間は生活道路を拡幅し、1980年代初頭に開通した。同道路は阿倍野区内では生活道路の時代から松虫通と呼ばれ、1929年からは道路周辺の町名にもなっているが、名称は松虫通の道路沿いにある松虫塚に由来している。松虫通の拡幅の際、拡幅の支障になるとして松虫塚を取り壊すことも検討されたが、地元住民の要望があって塚を残すことになった。そのため松虫塚前の歩道は狭くなっている。
東住吉区内および平野区内の区間は2000年代初頭に開通した。
なお木津川平野線の計画によると、西成区内のうち南海汐見橋線高架以西から阪神高速15号堺線側道下にかけての区間に当たる、片側一車線の西行き一方通行の生活道路（西成区内での通称は新開通）を拡幅して松虫通の延長とする計画になっている。道路計画策定以来60年以上にわたって同区間での工事具体化の動きはなかったが、2012年10月に同区間（延長540m）の拡幅に着手する旨の事業認可告示があり、2029年3月までの完成を目指すとしている。
聖天山公園付近（西成区・阿倍野区境界付近）より東側のこの道路の地下には、平野川調節池が建設されている。

## 沿線情報
西成区
- りくろーおじさんの店 岸里新本店（現在は閉業）
- Osaka Metro四つ橋線 岸里駅
- 西成区役所・西成区保健福祉センター
- 西成郵便局
- 西成図書館・西成区民センター
- 大阪フィルハーモニー会館
- 南海本線・Osaka Metro堺筋線 天下茶屋駅
- 阪堺電気軌道阪堺線 北天下茶屋停留場・聖天坂停留場
- 岸里・天下茶屋
- 安養寺

阿倍野区
- 聖天山
- 大阪市立松虫中学校
- 晴明丘
- 松虫塚
- 阪堺電気軌道上町線 東天下茶屋停留場・松虫停留場
- 阿倍王子神社
- 安倍晴明神社
- Osaka Metro御堂筋線 昭和町駅
- 桃ヶ池公園
- Osaka Metro谷町線 文の里駅・田辺駅

東住吉区
- 近鉄南大阪線 北田辺駅
- 北田辺商店街
- 今川
- うるし堤公園
- 大阪市立白鷺中学校

## 接続するおもな道
西成区
- なにわ筋 - 潮路2丁目付近で合流
- 国道26号 - 岸里交差点

阿倍野区
- あべの筋 - 松虫交差点
- あびこ筋 - 昭和町駅前交差点

東住吉区
- 長居公園東筋 - 北田辺6交差点
- 今里筋 - 今川2交差点

平野区
- 国道309号 - 西脇3交差点
- 国道25号（国道165号と重複）・国道479号（大阪内環状線） - 平野馬場東交差点